# Élections législatives jamaïcaines de 2007
Des élections législatives ont lieu en Jamaïque le 3 septembre 2007. Elles sont remportées par le Parti travailliste de Jamaïque, qui gagne 32 sièges sur 60.

## Résultats
|                          |                                                                                     |           |       |               |        |               |  |  |  |
| Parti                    | Parti                                                                               | Voix      | %     | +/-           | Sièges | +/-           |  |  |  |
|                          | Parti travailliste de Jamaïque (JLP)                                                | 410 438   | 50,27 | 2,89          | 32     | 6             |  |  |  |
|                          | Parti national du peuple (PNP)                                                      | 405 293   | 49,64 | 2,45          | 28     | 6             |  |  |  |
|                          | Mouvement démocratique national (NDM)                                               | 354       | 0,04  | 0,34          | 0      | en stagnation |  |  |  |
|                          | Parti politique incorporée à la fédération mondiale impériale éthiopienne (IEWFIPP) | 192       | 0,02  | en stagnation | 0      | en stagnation |  |  |  |
|                          | Fondation du pain de Jérusalem (JBF)                                                | 9         | 0,00  | Nv            | 0      | en stagnation |  |  |  |
|                          | Indépendants                                                                        | 220       | 0,03  | 0,03          | 0      | en stagnation |  |  |  |
|                          |                                                                                     |           |       |               |        |               |  |  |  |
| Votes valides            | Votes valides                                                                       | 816 506   | 99,41 |               |        |               |  |  |  |
| Votes blancs et nuls     | Votes blancs et nuls                                                                | 4 819     | 0,59  |               |        |               |  |  |  |
| Total                    | Total                                                                               | 821 325   | 100   | –             | 60     | en stagnation |  |  |  |
| Abstentions              | Abstentions                                                                         | 514 982   | 58,54 |               |        |               |  |  |  |
| Inscrits / participation | Inscrits / participation                                                            | 1 336 307 | 61,46 |               |        |               |  |  |  |